# Nicșeni (gmina)
Nicșeni – gmina w Rumunii, w okręgu Botoszany. Obejmuje miejscowości Dacia, Dorobanți i Nicșeni. W 2011 roku liczyła 2604 mieszkańców.